# Kitty Winn
Kitty Michelle Winn (Washington, 21 de fevereiro de 1944) é uma atriz estadunidense.
Em 1971 ganhou o prêmio de melhor atriz no Festival de Cannes pelo filme "The Panic in Needle Park". O seu maior reconhecimento se deu em 1973,
Kitty passou a maioria de sua infância viajando para a China, Índia e Japão, fez sua estréia na Broadway em 1959 com a peça "As Três Irmãs". Um de seus filmes de maior sucesso foi O Exorcista, ao lado de Linda Blair, de cuja sequência participaria em 1977.
Seu último filme foi The Tragedy of King Lear de 1982. Atualmente ela está trabalhando na Broadway.